# Symperasmus
Symperasmus – rodzaj chrząszczy z rodziny kózkowatych. 

## Zasięg występowania
Przedstawiciele tego rodzaju występują w Ameryce Południowej od Gujany Francuskiej na płn. po Boliwię na płd..

## Systematyka
Do Symperasmus zaliczane są 3 gatunki:
- Symperasmus affinis
- Symperasmus alboniger
- Symperasmus thoracicus